# Ein rätselhafter Mann
Ein rätselhafter Mann, auch Ein rätselhafter Mensch (russisch Загадочный человек, Sagadotschny tschelowek), ist eine Erzählung des russischen Schriftstellers Nikolai Leskow, die 1870 in zehn aufeinanderfolgenden Ausgaben der Sankt Petersburger Tageszeitung Birschewyje wedomosti (Börsennachrichten) erschien.
Diese Geschichte kann gut und gerne als Posse gelesen werden: Ein gebürtiger Pole reist zu Beginn der zweiten Hälfte des 19. Jahrhunderts als naturalisierter Brite in Russland ein, um dort im Zarenreich „einen sozialdemokratischen Umsturz herbeizuführen“. Der Versuch misslingt. Der junge Mann kommt ein paar Jahrzehnte zu früh.

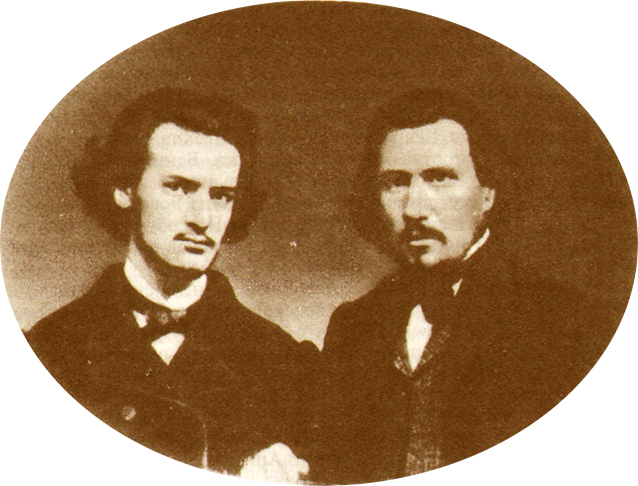
Arthur Benni (links) und Nikolai Leskow im Jahr 1861

## Übersicht
In dem Text über Arthur Benni (1839–1867) unterdrückt der Autor seine Fabulierbegabung. Leskow schreibt: „Ich bemühe mich, in dieser nicht erfundenen Geschichte ein getreues Abbild unserer jüngsten Vergangenheit zu geben, …“. Er meint die Jahre 1861–1865, in denen sich sein Freund, der rätselhafte Mann – das ist der in Polen aufgewachsene Untertan der britischen Krone Arthur Benni – in Russland aufhält.
Arthur Benni wurde in Russland verleumdet. Leskow verhehlt nicht seine Sympathie für den Verunglimpften, wenn er im Einklang mit Turgenew hervorhebt, was für „ein redlicher Mann“ Benni gewesen war.
Erst kurz vor seiner Ausweisung aus Russland – Benni sitzt, in die Strafsache Nitschiporenko hineingezogen im Gefängnis Spassk – geht ihm über der Lektüre von Gogols Toten Seelen ein Licht auf: Die vier Jahre in Russland waren umsonst. Benni hatte als Emissär seines Londoner Auftraggebers Herzen an den russischen Sozialisten und Revolutionären vorbeigeredet, weil er Russland nicht gekannt habe. Das ist verständlich, meint Leskow einerseits, denn „Benni … war in Polen geboren, einem Land unter russischer Hoheit, das Rußland haßte …“. Das ist andererseits tragisch, da Leskow Benni als einen halsstarrigen Fanatiker – einen Sozialisten bis zur Selbstaufopferung – beschreibt.

## Inhalt

### Russland
Als Benni, von London kommend, Sankt Petersburg erreicht, ist dieser „revolutionäre Agent“ „gewillt, Leib und Leben für ein demokratisches Rußland herzugeben.“ Der russische Raskolnik, so hatte man ihm eingeschärft, sei auf der Welt der Revolutionär per se. Freilich war der „schmuddlige Beamte“ Nitschiporenko, der Benni auf russischem Boden mit offenen Armen empfing, ein Narodnik. Dank Nitschiporenkos Vermittlung mangelte es Benni in Sankt Petersburg bald nicht an neuen politischen Freunden, meist Journalisten, die er mit Londoner Theorien „trotz seiner jungen Jahre“ in der heiklen Fragestellung anleitete, wie eine Revolution anzuzetteln sei. Benni spürte, die Petersburger Herren wollten keine Revolutionäre sein. Also begibt sich Benni zusammen mit Nitschiporenko nach Nischni Nowgorod. Obwohl Benni unterwegs erkennt, sein „bornierter Begleiter faselt Unsinn“, bleibt ihm keine Wahl – er will sich „mit dem Volk vereinen“. Die Kontakte mit dem Volke ergeben zu Bennis Enttäuschung insgesamt rein gar nichts, was – in Richtung London an Herzens Adresse – zum Betreff Revolution einigermaßen mitteilenswert gewesen wäre. Ernüchternd sind aber auch die wenigen Empfänge in Häusern der gutsituierten Nischni Nowgoroder Mittelschicht. Nitschiporenko benimmt sich Damen gegenüber daneben und wird hinausgeworfen. Benni, im Umgang mit Frauen noch ohne jede Erfahrung, protestiert hinterher und wird von Nitschiporenko als „Liberaler, Philanthrop und Feigling“ beschimpft. Als Feigling aber handelt Nitschiporenko bei der ersten Bewährungsprobe. Der Narodnik verbrennt im Gasthof einen Packen von Herzens Londoner Zeitungen, als es heißt, die beiden aus Petersburg angereisten Spitzbuben sollen visitiert werden. Die Weiterreise nach Astrachan wird wegen der leeren Reisekasse abgebrochen. Nitschiporenko lässt Benni in Moskau zurück und begibt sich in sein Petersburg.
Weil Benni mittellos geworden ist, genießt er in Moskau die Gastfreundschaft Leskows. Benni will zurück nach Petersburg, weil er – der mehrere europäische Sprachen beherrscht – dort wenigstens als Übersetzer arbeiten könnte. Als er dann in Petersburg eintrifft, wird er als Spion diffamiert. Nitschiporenko wird noch deutlicher: Benni sei ein „durch England eingeschleuster Agent der russischen Geheimpolizei“.
Benni kommt in der Redaktion der Sewernaja ptschela unter. Nach ernster Krankheit mittellos und hochverschuldet, bringen ihn zwei Gläubiger – ein Oberst Swertschkow und ein Schneidermeister Stepanow – ins Schuldgefängnis. Von dort wird Benni wegen der Sache Nitschiporenko für ein Vierteljahr in politische Haft genommen. Pfarrer Hermann Benni will den Bruder aus der Schuldhaft freikaufen. Zu spät – Arthur Benni ist bereits politischer Häftling.

### Italien
Nach der Haft aus Russland ausgewiesen, heiratet Benni in der Schweiz eine Russin, die er in der Petersburger Snamensker Kommune kennengelernt hatte. Als Korrespondent englischer Zeitungen lässt er seine Frau in einem Schweizer Städtchen zurück, geht nach Italien, schließt sich Garibaldi an und fällt gegen Ende 1867 bei Mentana. Leskow teilt Varianten mit, nach denen Benni zu Tode gekommen sein soll. Erstens, ein gegnerischer Reiter habe dem unbewaffneten Benni mit einem Säbelhieb die linke Hand abgeschlagen. Zweitens, als Kommandeur im 9. Regiment Garibaldis sei Benni im Gefecht an der linken Hand verwundet worden und im St.-Agatha-Spital Rom an den Folgen gestorben. Und drittens, während des Gefechts sei ihm ein Arm zertrümmert worden. Die zugehörige Hand sei amputiert worden.

## Zwei Freunde
Leskow beobachtet bei seinem jungen Freund Benni ein „lebhaftes, allzu empfängliches Gemüt, dem jede Beständigkeit fehlte.“ Verzweifelt brach er gelegentlich in Tränen aus und fühlte sich „übertölpelt, betrogen, getreten, verleumdet“. Benni sei „keusch“ gewesen; habe bis 1864 noch keine Frau gehabt.
Leskow gibt sich für einen Prosaautor überraschend angriffslustig; redet Klartext: Benni sei von N. S. Kurotschkin und dessen Freunden als Spion bezeichnet worden.
Nach Leskows Ansicht hätte sich sein naiver Freund Benni der oben erwähnten Haft im Gefängnis Spassk leicht durch rechtzeitige Reise ins Ausland entziehen können. Denn sein englischer Pass wäre ihm nicht abgenommen worden.

## Rezeption
- Russische Zeitgenossen hätten seinerzeit negativ reagiert:[16]
  - 1869 habe Michail Katkow die Veröffentlichung des Textes im Russki Westnik abgelehnt.
  - Wiktor Burenin,[17] Alexei Suworin und Wassili Kelsijew hätten die im Text nicht übersehbare Karikierung prominenter russischer Persönlichkeiten in ihren Bemühungen um mehr Demokratie in den 1860er Jahren als unfreundlich und voreingenommen verurteilt.
- 1959: Setschkareff meint, Leskows Zeichnung der Figur des Nitschiporenko, also sein Spott auf die Nihilisten, habe oben angedeuteten Widerspruch der Zeitgenossen evoziert.[18]
- 1988: Dieckmann spricht eine texttransparent durchscheinende Meinung Leskows an: Russlands Weg von der Monarchie zur Demokratie erscheint als schwer begangbar.[19]

### Deutschsprachige Ausgaben
Verwendete Ausgabe:
- Ein rätselhafter Mann. Eine wahre Begebenheit. Deutsch von Hilde Angarowa. S. 492–608 in Eberhard Dieckmann (Hrsg.): Nikolai Leskow: Gesammelte Werke in Einzelbänden. Bd. 1: Die Lady Macbeth aus dem Landkreis Mzensk. Erzählungen. 632 Seiten. Rütten & Loening, Berlin 1988 (1. Aufl.), ISBN 3-352-00252-5

### Sekundärliteratur
- Vsevolod Setschkareff: N. S. Leskov. Sein Leben und sein Werk. 170 Seiten. Verlag Otto Harrassowitz, Wiesbaden 1959